# Insteekhoes

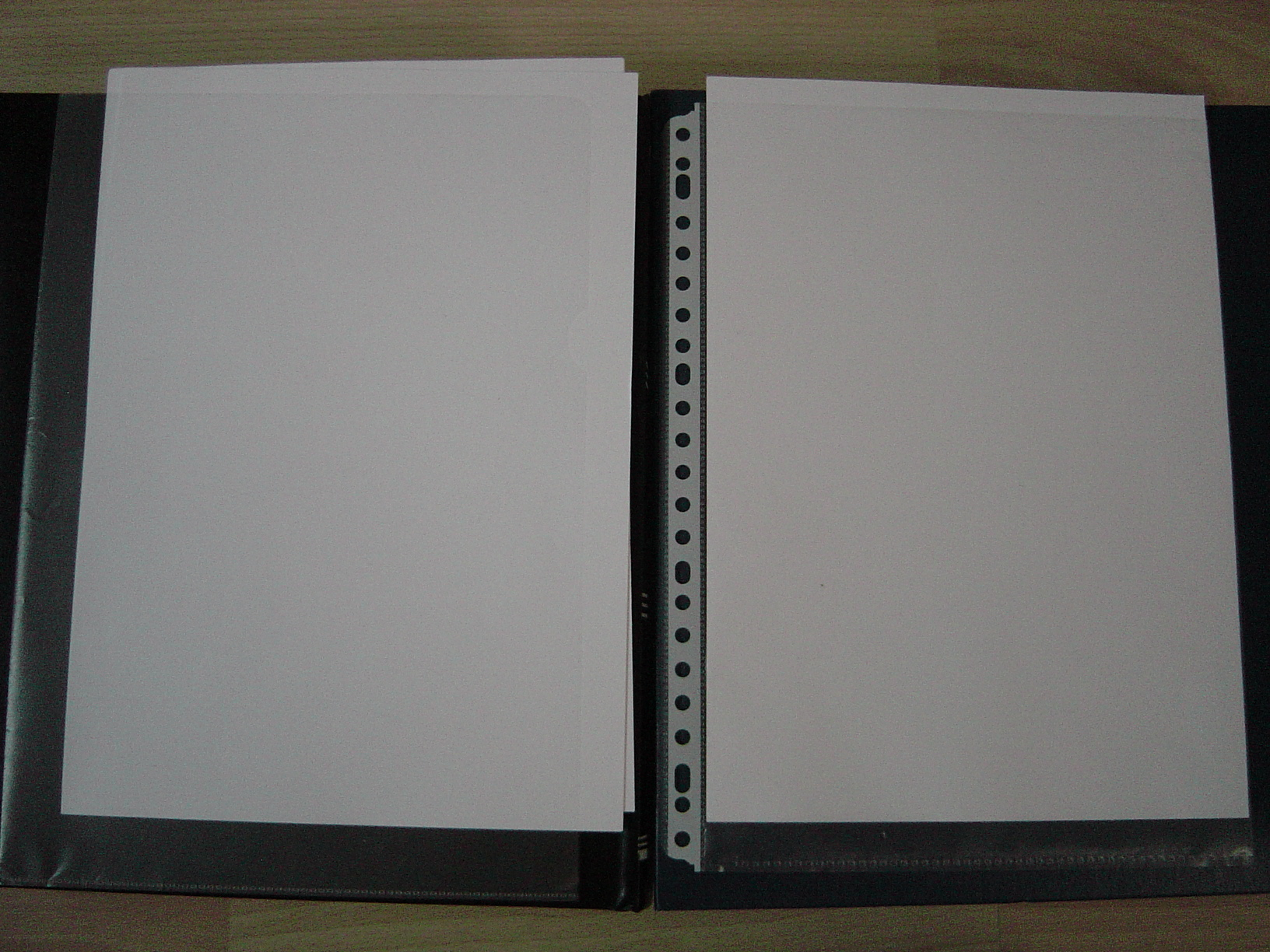
Insteekhoezen.
Links: model zonder ringbandstrook, zowel boven als opzij open.
Rechts: model met ringbandstrook, alleen bovenaan open.

Een insteekhoes is een kunststoffen mapje waarin veelal papier van het A4-formaat wordt bewaard. Sommige insteekhoezen zijn aan één korte en één lange kant open, hierdoor kan het papier er makkelijk in en uit worden gehaald. Dit is een L-model.
Het U-model is alleen open aan de bovenzijde. Dit model heeft geen ringbandstrook.
Een insteekhoes met een ringbandstrook heet ook wel een showtas.  Het is gangbaar in A4- en A5-formaat en meestal met 2-, 4-, 11- of 23-rings-perforatie aan de zijkant.
Beide artikelen zijn er in de variaties generfd (mat) en glashelder en in verschillende diktes, vanaf ca. 90 micrometer tot 250 micrometer.